# Resident Evil 6
Resident Evil 6 (укр. Оселя зла 6), оригінальна японська назва Biohazard 6 (яп. バイオハザード) — відеогра у жанрі action-adventure, створена компанією Capcom і видана нею 2 жовтня 2012 року. Гра є дев'ятою частиною основної серії Resident Evil.

## Ігровий процес
Resident Evil 6 надає вибір з чотирьох сюжетних кампаній, події яких відбуваються паралельно і перетинаються в декількох ключових точках. У кожній з них є свої особливості ігрового процесу, який періодично змінюється. В залежності від сценарію, можна грати за одного з чотирьох головних героїв — Леона Кеннеді, Кріса Редфілда, Джейка Мюллера або Аду Вонг. Багато предметів і поведінка героїв та ворогів контекстно залежні. Наприклад, у ворога можна відібрати зброю і добити його нею ж. В різній місцевості персонажі по-різному поводяться, до прикладу, ковзають по засніженому схилі. В грі зустрічається керування технікою, такою як військовий літак.
Традиційно для серії гравець керує обраним персонажем, знищуючи на шляху ворогів і вирішуючи головоломки. В цій грі більший акцент зроблено на стрілянині, ніж обережному проходженні в атмосфері страху. При грі за Леона переважає обдуманий вибір цілей і поступове знищення ворогів. Кріс бореться з ними швидко, а його кампанія наповнена різкими змінами обстановки. У грі за Джейка більше уваги приділено рукопашним боям, які витрачають запас витривалості. Кампанія за Аду вимагає потайливого проходження, пошуків підказок для подальшого просування. При цьому для кожного персонажа є унікальний ігровий інтерфейс, що відповідає його спеціалізації. Періодично трапляються Quick Time Events, коли від гравця вимагається вчасно натиснути відповідні клавіші чи кнопки геймпада, щоб виконати необхідну дію в кінематографічному показі.
У Resident Evil 6 збереглися такі класичні елементи як лікарські трави і їх змішування, пошук секретних монет, що підвищують характеристики героя. Але також було введено систему перків — посилень, що отримуються за добутий в боях досвід.

## Сюжет
Кампанія Леона. Минуло 15 років відколи сталася трагедія в Раккун-Сіті із витоком Т-вірусу, але біотероризм процвітає. Президент Сполучених Штатів Америки, Адам Бенфорд, вирішує оприлюднити правду про події вересня 1998 року. Леон Скотт Кеннеді, нині агент секретної служби США і друг президента, прибуває на презентацію в університет міста Толл-Оукс, але бачить, що президент вже перетворився на зомбі. Захищаючи колегу Гелену Гарпер, Леон змушений застрелити главу держави, постаючи через це терористом. Після зустрічі зі співробітником кампусу він розуміє, що в місті епідемія вірусу, що перетворює людей на зомбі. Гелена каже йому, що у цекрві Толл-Оукса є пояснення всьому, що діється. Разом з нею він пробивається до виходу з міста через університет, метро та вулиці. Проте втекти далеко не вдається.
Герої збирають вцілілих і пробиваються до церкви. Під нею виявляється лабораторія, звідки виходить Б. О.З(біо-органічна зброя) Лепотиця завдяки якій поширився вірус. Леон і Гелена знищують її(при цьому усі вцілілі перетворюються на зомбі) і проходять всередину. Гелена зізнається, що вона організувала зараження президента, бо її шантажував радник з національної безпеки Дерек К. Сіммонс, що викрав її сестру. Леон з Геленою дізнаються, що Ада Вонг була штучно вирощена і знаходять сестру Гелени. Та вона мутує і героїв рятує тільки Ада. Леон з Геленою тікають з лабораторії через катакомби, знищуючи на своєму шляху ще одну Б. О. З. Бржак. Армія США зачищає Толл-Оукс, а Леона з Геленою оголошують терористами. Сіммонс тікає до Китаю, тож Леон і Гелена вирушають слідом (а помічниця Леона Інгрід Ханніган на його прохання фальсифікує їхню загибель).
Дорогою на літак нападають мутанти. Герої сідають у місті Ляншань, де отримують допомогу організації B.S.A.A. Леон зустрічає Шеррі Біркін, Кріса Редфілда і Пірса Ніванса та іде шукати Сіммонса. Вони разом з Шеррі Біркін і Джейком Мюллером зустрічаються з Сіммонсом, якого виводять на чисту воду. Підійшовий ззаду мутант вистрілює у Сіммонса дротиком з вірусом і він тікає. Леон і Гелена наздоганяють його на поїзді. Лиходій каже, що якби президент оприлюднив правду про події у Раккун-Сіті, США втратила б свій політичний авторитет і глобальний світовий порядок. Під впливом вірусу він мутує у собакоподібну істоту, яка згодом відростила його лице. Під час сутички на мосту Сіммонса серйозно поранено і він зник, та несподівано Neo-Umbrella запускає по району Тат-Чі ракету з С-вірусом. Населення району перетворюється на зомбі. Леон і Гелена вирушають до Башти Квад де ще залишилися вцілілі співробітники B.S.A.A. По прибуттю вони виявляють Сіммонса. Прилітає Ада, яку Сіммонс звинувачує в викраденні Джейка Мюллера і посилення вірусу за допомогою його крові. Він перетворюється на величезного динозавроподібного монстра, якого Леон і Гелена знищують. Леону в боротьбі проти Сіммонса на шляху до даху допомагає Ада, але згодом тікає, лишивши гелікоптер. Пробившись до гелікоптера і остаточно знищивши Сіммонса, що перетворився на амальгамму різних комах, Леон знаходить дані, що доводять вину Сіммонса. З Геленою він відлітає з Китаю назад до США. Через деякий час Гелена провідує могилу сестри і приєднується до команди президента.
Кампанія Кріса. Кріс, колишній боєць B.S.A.A., після втрати свого загону і амнезії просиджує час у барі. Його знаходить Пірс Ніванс та переконує повернутися у стрій, коли стається епідемія в Ляншані.
Кріс та його нова команда звільняють захоплених мутантами службовців ООН. Тут Кріс згадує як пів року тому боровся з наслідками С-вірусу в слов'янській країні Едонії. Бійці зустрічають Аду, яка вказує на причетність до інциденту організації Neo-Umbrella. Раптом вона заражає членів B.S.A.A., крім Кріса і Пірса, і тікає. Через це боєць і отримує амнезію. Кріс отримує завдання висліджувати особливого мутанта — невидиму змію. Коли це вдається, попри втрати, Кріс зустрічає Аду і необдумано кидається навздогін. Його зупиняє Леон, розповідаючи про катастрофу в Толл-Окс. Згодом Кріс відновлює переслідування Ади та виявляє біля берега міста корабель-авіаносець Neo-Umbrella. Він викрадає літак і атакує другий авіаносець, з якого готується запуск ракет з вірусом. Однак, відвернути запуск однієї з ракет не вдається.
Тат-Чі охоплює пошесть. Леон виходить на зв'язок з повідомленням, що Шеррі Біркін і Джейк Мюллер захоплені Neo-Umbrella. Виявляється, Джейк — син Альберта Вескера, що має імунітет до вірусу. Шукаючи його, Кріс відшукує підводну бурову платформу. Після звільнення Джейка і Шеррі, Кріс зізнається йому, що це він вбив його батька. Хлопець у люті мало не застрелив Кріса, але сказав, що розбереться з цим пізніше. На волю виривається чудовисько Хаос, покликаний розповсюдити вірус по всьому світу. Кріс із Пірсом вступають у бій з ним, але ворог надто сильний. Пірс втрачає руку і заражає себе С-вірусом, щоб мутувати і дати відсіч, а Кріса силоміць садить до рятувальної капсули. Платформа вибухає разом з чудовиськом, а Кріса забирає з моря гелікоптер B.S.A.A.
Кампанія Джейка. В Едонії війська B.S.A.A. протистоять мутантам. Тамтешнім повстанцям вірус було передано під виглядом стимуляторів, що спричинює їхню мутацію у Дж'аво. Найманець Джейк Мюллер, котрий працює на повстанців, однак, лишається здоровим. Його рятує Шеррі Біркін і розповідає, що в крові Джейка є антитіла проти вірусу. Вона збирається передати його Сіммонсу і обоє вирушають в дорогу крізь ворожу територію. Та Neo-Umbrella також знає про імунітет, почавши полювання на найманця. Втікачів переслідує істота Устанак, вони тікають, поки не об'єднуються з B.S.A.A. і Крісом. При відльоті їхній гелікоптер збивають, апарат падає в горах.
Вцілілі ховаються від хуртовини в будинку, де Шеррі розповідає Джейку про Раккун-Сіті. Вона виявилася єдиною, хто зумів приборкати G-вірус, що дав їй регенерацію, лишивши людиною. Раптом нападають мутанти, Джейк і Шеррі тікають до печери, де їх знову переслідує Устанак. На виході з печери вони потрапляють у засідку Neo-Umbrella.
Минає пів року. Джейка утримують в лабораторії, де Ада використовує його кров для вдосконалення С-вірусу. Джейку вдається втекти і знайти там же Шеррі. Обоє вибираються в Ляншань, де саме починається епідемія. Neo-Umbrella пробує схопити їх, але на допомогу приходять бійці B.S.A.A. на чолі з Крісом, а потім Леон з Геленою. При зустрічі з черговим мутантом втікачів раптом рятує Ада. На зустрічі з шефом, Леоном і Геленою, Шеррі розуміє, що Сіммонс злочинець, і тікає з місця зустрічі, поки Леон і Гелена переслідують Сіммонса. На виході з приміщення на них нападають мутанти, котрі захоплюють її з Джейком.
Мутанти відпраляють полонених на бурову платформу. Там їх рятують Кріс і Пірс. Дізнавшись, що це Кріс убив його батька, Джейк лютує, проте вчасно спиняється. Вивільняється Хаос, платформа руйнується, та Джейк і Шеррі встигають покинути споруду. На них нападає Устанак, але двійко знищують його і тікають з платформи.
Кампанія Ади. Напередодні інциденту в Толл-Окс Ада прибуває на субмарину за запрошенням Сіммонса. Там вона бачить мутантів і знаходить відео, де записано як вона вирушає до Едонії, щоб розповсюдити С-вірус. Але сама Ада нічого такого не пам'ятає. В перестрілці з мутантами стається аварія, Ада тікає з борту, наостанок дізнавшись про підготовку терактів у Толл-Окс і Ляншані.
Прибуши в Толл-Окс, Ада бачить, що епідемія вже почалася. Вона допомагає Леону й Гелені, після чого досліджує виявлену лабораторію. Там вона бачить запис про створення свого клона. Лишивши в комплексі бомбу, Ада покидає лабораторію.
Вона прибуває в Ляншань, але там B.S.A.A. шукають її двійника. Ада таємно допомагає Джейку з Шеррі та береться шукати клона. Пробравшись на авіаносець, їй вдається знайти ім'я двійника — Карла Радамес. Саме Карла створила С-вірус і погодилася на операцію з набуття вигляду Ади, щоб служити Сіммонсу задля підтримання миру в світі. Та коли вона зрозуміла, що є лише інструментом Сіммонса, вирішила помститися йому, навпаки сіючи хаос. Для цього вона заснувала Neo-Umbrella, що й поширює її вірус. Коли справжня Ада знаходить Карлу, ту вбивають люди з загадкової «Родини». Тут Карла мутує і заповнює корабель масою плоті. Ада вбиває чудовисько, після чого бачить як у Ляншані вирує епідемія. Серед вцілілих вона помічає Леона й Гелену, яким допомагає, знищуючи сили Neo-Umbrella та мутантів.
Сіммонс, думаючи що зустрів Карлу, намагається вбити Аду, але її рятує Леон. Удвох вони знищують Сіммонса. Після цього Ада розшукує іншу лабораторію, де знаходиться кокон якогось найдосконалішого проекту Карли. Ада розстрілює істоту всередині нього і знищує лабораторію. Вийшовши звідти, вона отримує дзвінок від невідомих та вирушає на нове завдання.

## Оцінки
| Агрегатор    | Оцінка                                   |
| ------------ | ---------------------------------------- |
| GameRankings | (PS3) 73.55% (X360) 69,03 % (PC) 68,73 % |
| Metacritic   | (PS3) 74/100 (PC) 68/100 (X360) 67/100   |

| Видання                                  | Оцінка  |
| ---------------------------------------- | ------- |
| Edge                                     | 6/10    |
| Eurogamer                                | 6/10    |
| Famitsu                                  | 39/40   |
| G4                                       | 2.5/5   |
| Game Informer                            | 8.75/10 |
| GameSpot                                 | 4.5/10  |
| GamesRadar+                              | [ 18 ]  |
| GameTrailers                             | 8.8/10  |
| IGN                                      | 7.9/10  |
| Official Xbox Magazine (Велика Британія) | 8/10    |
| PlayStation: The Official Magazine       | 9/10    |

Гра Resident Evil 6 отримала змішані відгуки. Версія для PlayStation 3, згідно підрахунків онлайн агрегаторів GameRankings і Metacritic, отримала, відповідно, оцінку 73,55 % і 74/100, версія для Xbox 360 — 69,03 % і 67/100 і версія для ПК — 68,73 % та 68/100.
Станом на кінець 2020 року було продано 7,7 млн примірників Resident Evil 6.